# Río Gaula
El Gaula es un río que fluye por el valle de Gauldal en el condado de Trøndelag, Noruega. Este río de 153 kilómetros de longitud es el más grande de Noruega Central. El río comienza en el municipio de Holtålen cerca de la montaña Kjølifjellet. Luego fluye a través de los municipios de Holtålen, Midtre Gauldal y Melhus antes de desembocar en Trondheimsfjord cerca de Leinstrand en la frontera entre los municipios de Trondheim y Melhus .
El río Gaula tiene una longitud aproximada de 152,8 kilómetros y drena una cuenca hidrográfica de unos 3.661 kilómetros cuadrados. En su recorrido, se le une un gran afluente, el Sokna, en la localidad de Støren, en Midtre Gauldal. Otros afluentes menores son el Rugla, el Hesja, el Holda, el Forda y el Bua. El caudal medio es de unos 97 m3/s.
Dentro del río Gaula, hay dos cascadas muy conocidas llamadas Gaulfoss cerca del pueblo de Hovin y Eggafoss cerca del pueblo de Haltdalen.
En 2005, el Gaula fue nombrado el mejor río para la pesca de salmón en Noruega con una captura de 37,5 toneladas ese año. En 2008, se capturaron 42,5 toneladas. El Gaula figura constantemente entre los 5 principales ríos de pesca de salmón de Noruega.